# Samintang (cràter)
Samintang és un cràter d'impacte en el planeta Venus de 25,9 km de diàmetre. Porta el nom de Samintang (segle xvi), poetessa coreana, i el seu nom va ser aprovat per la Unió Astronòmica Internacional el 1991.